# Flora Sandes
Flora Sandes (srbsky Флора Сендс; 22. ledna 1876 Nether Poppleton – 24. listopadu 1956 Lower Hacheston) byla britská kapitánka sloužící během první světové války v srbské armádě. Je považována za jedinou britskou ženu oficiálně se účastnící bojů Velké války. Do Srbska přicestovala jako dobrovolnice v létě 1914. Poté vypomáhala nejprve jako zdravotnice a posléze vstoupila přímo do srbské armády. Byla povýšena do hodnosti seržantky a po válce byla jmenována kapitánkou. Za zásluhy obdržela řadu vojenských vyznamenání.